# María Eugenia Guzmán
María Eugenia Guzmán (8 de setembro de 1945 - março de 1996), foi uma tenista profissional equatoriana.

## Carreira do tênis
María Eugenia conquistou duas medalhas para o Equador nos Jogos Pan-Americanos de 1967, realizados em Winnipeg. Ela foi medalhista de prata nas duplas femininas com Ana-María Ycaza e de bronze nas duplas mistas em parceria com Pancho Guzmán.
Nos Jogos Olímpicos de Verão de 1968, na Cidade do México, Guzmán participou de 6 torneios de tênis como esporte de demonstração e exibição realizados na Cidade do México e em Guadalajara, tanto nas disputas de simples feminino, quanto nas de em duplas femininas e mistas, conquistando um terceiro lugar jogando em dupla com tenista brasileira Suzana Petersen Gesteira.
As melhores performances de Guzmán em torneios de Grand Slam foram as aparições na terceira rodada no Aberto da França de 1969 e Torneio de Wimbledon de 1970.
Em 1972, no final da carreira, o Equador entrou na Federation Cup pela primeira vez. Ela participou de todos os embates em parceria com Ana-María Ycaza. Foi a única ocasião em que o Equador chegou à segunda rodada do Torneio.